# مجتمع آپارتمانی
مجتمع آپارتمانی (انگلیسی: The Apartment Complex) فیلمی تلویزیونی در سبک مهیج به کارگردانی توبی هوپر است که در سال ۱۹۹۹ منتشر شد. از بازیگران آن می‌توان به چاد لو، پاتریک واربرتون و آماندا پلامر اشاره کرد.